# Марк Бенеке
Марк Бе́неке (нім. Mark Benecke; нар. 26 серпня 1970) — німецький судово-медичний біолог.

## Кар'єра

### Наука
Бенеке працював над ідентифікацією зубних решток Адольфа Гітлера та Єви Браун у Москві (а також фрагмента черепа, який, як стверджувалося, належав Гітлеру). Зокрема, він стверджував (погоджуючись з раннім дослідником Г'ю Тревором-Ропером), що вода в тілі перешкодила б кремації на відкритому повітрі. Історики, такі як Антон Йоахімсталер, посилалися на ймовірну кремацію, щоб пояснити, чому було знайдено лише зубні рештки Гітлера та Браун, але наукові дослідження підтверджують логіку Бенеке, як і експерт з питань Гітлера Філіпп Шарльє. Зубні рештки включають частину щелепної кістки, яка була роздроблена навколо альвеолярного відростка і лише частково обгоріла. (Марк Фелтон пояснює, що трупи, які радянські війська ідентифікували як тіла пари, ймовірно, були німецькою підробкою.)
Бенеке — єдиний судовий експерт, який працював у справі колумбійського серійного вбивці та ґвалтівника Луїса Гаравіто. Деякі з судових справ Бенеке висвітлювалися на телеканалах National Geographic Channel та History Channel.
Бенеке опублікував кілька науково-популярних бестселерів про біологію старіння, кримінальні справи та судову біологію. Він є членом редакційної колегії журналу Annals of Improbable Research (Кембридж, США), гостьовим редактором Forensic Science International (спеціальний випуск з судової ентомології) та науковим консультантом німецької скептичної організації GWUP, де він публікує скептичні статті на різні теми, включно зі спробою пояснити ймовірні ознаки вампіризму. У 2001 році Бенеке був редактором спеціального випуску Forensic Science International з судової ентомології. У 2004 році він був гостьовим редактором Anil Aggrawal's Internet Journal of Forensic Medicine and Toxicology (спеціальний випуск з судової ентомології).[

### Інша діяльність

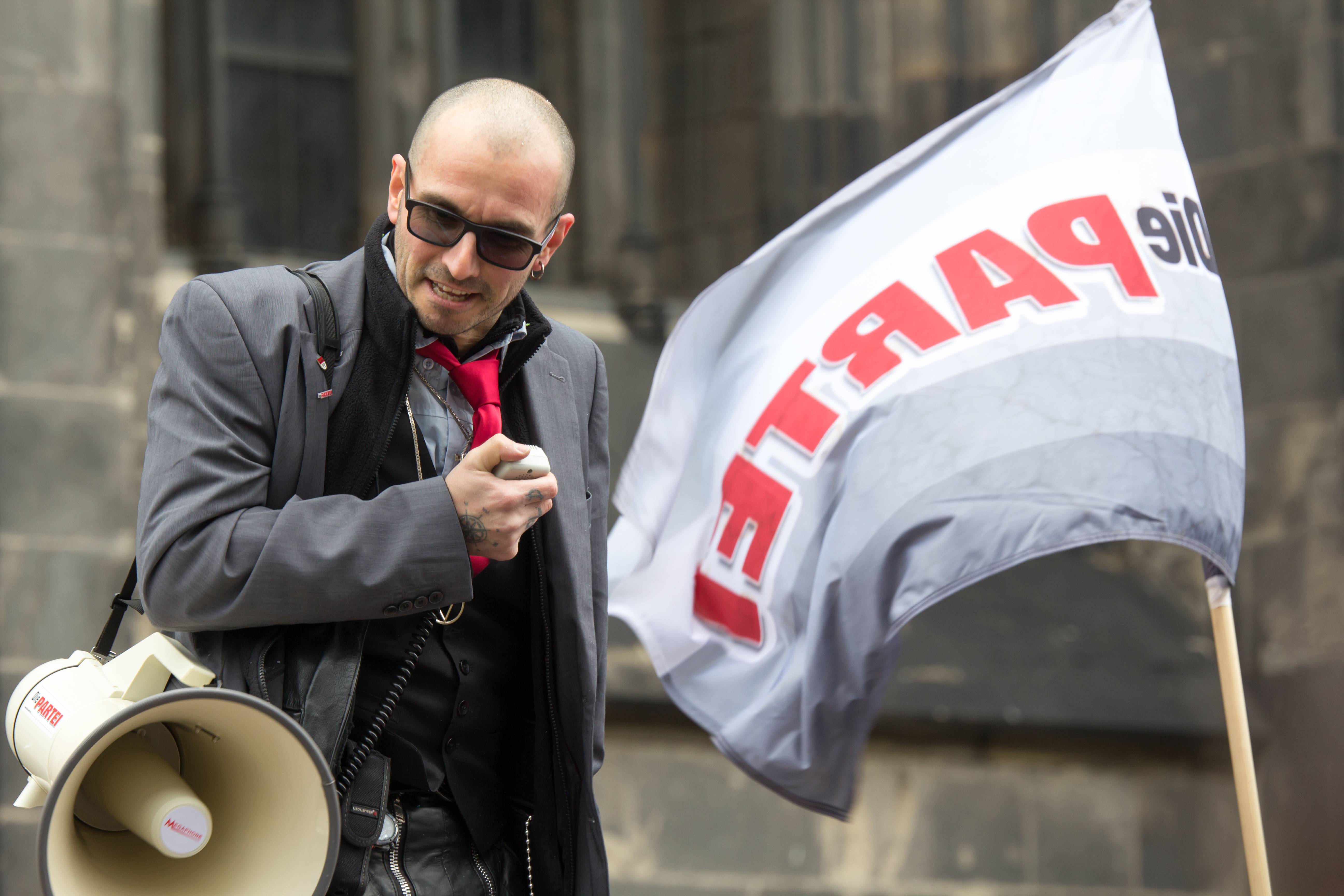
Бенеке на заході Die PARTEI у 2015 році

У 2011 році Бенеке взяв участь як вокаліст у кавер-версії пісні Nick Cave and the Bad Seeds «Where the Wild Roses Grow» у виконанні Сари Нокс. У 2020 році разом з Б'янкою Штюкер він випустив триб'ют-альбом кавер-версій пісень Леонарда Коена.
Під псевдонімом «Бельканто Бене» Бенеке був учасником німецького панк-гурту Die Blonden Burschen з 1989 по 2000 рік.
У 2010 році Бенеке балотувався на посаду прем'єр-міністра найбільшої землі Німеччини, Північного Рейну-Вестфалії, від сатиричної політичної партії Die PARTEI. З 2010 року він є головою Die PARTEI у землі Північний Рейн-Вестфалія.

## Особисте життя
Бенеке народився в Розенгаймі, Баварія. Після здобуття ступеня Dr. rer. medic. в Кельнському університеті у 1997 році, він працював в Офісі головного медичного експерта на Манхеттені, Нью-Йорк, з 1997 по 1999 рік. Станом на 1999 рік він працює на міжнародному рівні над судовими справами як незалежний судовий експерт. Він також викладає в різних поліцейських академіях та є запрошеним професором в університетах Німеччини, Англії, В'єтнаму, Колумбії та Філіппін. Був одружений з кримінальним психологом Лідією Бенеке.

## Книги
- Der Traum vom ewigen Leben, Droemer Knaur Kindler Verlag, Мюнхен 1998. ISBN 3-463-40338-2 (німецькою)
  - The Dream of Eternal Life, Columbia University Press, Нью-Йорк 2002. ISBN 0-231-11672-1 (англійською)
- 노화와 생명의 수수께끼 마크 베네케 (Dr. Mark Benecke) 과학은 죽음보다 강하다? (корейською). ISBN 89-7919-493-5
- Kriminalbiologie. Genetische Fingerabdrücke und Insekten auf Leichen, Lübbe, Бергіш-Гладбах 2001. ISBN 3-404-93025-8 (німецькою)
- Mordmethoden. Ermittlungen der bekanntesten Kriminalbiologen der Welt, Lübbe, Бергіш-Гладбах 2002. ISBN 3-7857-2099-8 (німецькою)
  - Mordmethoden, Lübbe, Бергіш-Гладбах 2004. ISBN 3-404-60545-4 (німецькою)
  - Moordmethoden, Bruna Uitgevers, A.W., Boek 2004. ISBN 90-229-9155-5 (нідерландською)
  - Murderous Methods, передмова Майкла Бадена. Columbia University Press, Нью-Йорк 2005. ISBN 0-231-13118-6 (англійською)
  - 살인 본능 / 법의곤충학자가 들려주는 살인자 추적기, переклад Кім Хі-санг, 알마 (Alma, рік невідомий). ISBN 978-89-92525-60-2 (корейською)
- Šiurpių nusikaltimų pėdsakais. ISBN 9955-08-547-9 (литовською)
- Lachende Wissenschaft. Aus den Geheimarchiven des Spaß-Nobelpreises, Lübbe, Бергіш-Гладбах 2005. ISBN 3-404-60556-X (німецькою)
  - "ПРИКОЛЬНАЯ НАУКА 1.ИЗ ТАЙНЫХ АРХИВОВ ШНОБЕЛЕВСКОЙ ПРЕМИИ", Москва, книжный клуб 36.6, 2011, ISBN 978-5-98697-232-9 (російською)
  - "ПРИКОЛЬНАЯ НАУКА 2.ИЗ ТАЙНЫХ АРХИВОВ ШНОБЕЛЕВСКОЙ ПРЕМИИ", Москва, книжный клуб 36.6, 2011. ISBN 978-5-98697-233-6 (російською)
- 怎麽有人研究這個? 法醫昆蟲學家的搞笑諾貝爾報告 / 怎么有人研究这个? 法医昆虫学家的搞笑诺贝尔报告. Тайвань: 馬克∙班内可, VR: 马克∙班内可 (китайською)
- Dem Täter auf der Spur. So arbeitet die moderne Kriminalbiologie, Lübbe, Бергіш-Гладбах 2006. ISBN 3-404-60562-4 (німецькою)
  - 모든 범죄는 흔적을 남긴다 / 법의곤충학자가 들려주는 과학수사 이야기 ISBN 978-89-92525-33-6 (корейською)
- Memento Mori, Edition Roter Drache, Рудольштадт 2012. ISBN 978-3-939459-39-2
- Mordspuren. Neue spektakuläre Kriminalfälle – erzählt vom bekanntesten Kriminalbiologen der Welt, Lübbe, Бергіш-Гладбах 2007 ISBN 978-3-7857-2307-4 (німецькою)
  - 연쇄 살인범의 고백 / 법의학자가 들려주는 살인 조서 이야기, Марк Бенеке, переклад Сон Со-мін, 알마. ISBN 978-89-92525-43-5 (корейською)
- Medical Detectives (передмова), vgs Verlagsgesellschaft, Кельн 2005. ISBN 3-8025-3446-8 (німецькою)
- Vampires among us, Sequenz Medien Produktion, Фуксталь-Вельден 2006. ISBN 3-935977-75-1
  - Vampire unter uns! (з Е. Вавжиняк, Н. Паланецькою та К. Зоннтаг), Edition Roter Drache, Рудольштадт, 2009. ISBN 978-3-939459-24-8
  - Vampyres among us!: Volume III – A scientific study into vampyre identity groups and subcultures (з Інес Фішер), Edition Roter Drache, Рудольштадт, 2015. ISBN 978-3-9394-5995-8
- Wo bleibt die Maus?, Sauerländer, Оберентфельден 2008. ISBN 3-7941-5174-7 (німецькою)
  - Wo bleibt die Maus? Buchvolk-Verlag, Цвікау 2016. ISBN 978-3-944581-12-5
  - Hvor blev musen af? En historie om livets kredsløb, Klematis Forlag. ISBN 87-641-0304-8 (данською, перекладачка: Метте Йоргенсен, ілюстрації: Ліза Фусс)
- Ölümün İzleri, Kırmızı Kedi. ISBN 978-9944-75-619-8 (турецькою)
- Cinayet Yöntemleri, Kırmızı Kedi. ISBN 978-6055-34-045-2 (турецькою)
- Warum man Spaghetti nicht durch zwei teilen kann, Luebbe, Бергіш-Гладбах 2009. ISBN 3-7857-2368-7
- Das knallt dem Frosch die Locken weg: Experimente für kleine und große Forscher, Oetinger, Гамбург 2012. ISBN 978-3-78918-437-6
- Mein Leben nach dem Tod: Wie alles anfing (Біографія), Luebbe, Бергіш-Гладбах 2019. ISBN 978-3-431-04133-0
- Viren für Anfänger (Вірус корони), Luebbe, Бергіш-Гладбах 2020. ISBN 978-3-404-61716-6
- Kat Menschiks und des Diplom-Biologen Doctor Rerum Medicinalium Mark Beneckes Illustrirtes Thierleben (Тварини / Природознавство), Galiani, Берлін 2021. ISBN 978-3-86971-201-7